# Hanauer Ruderclub Hassia

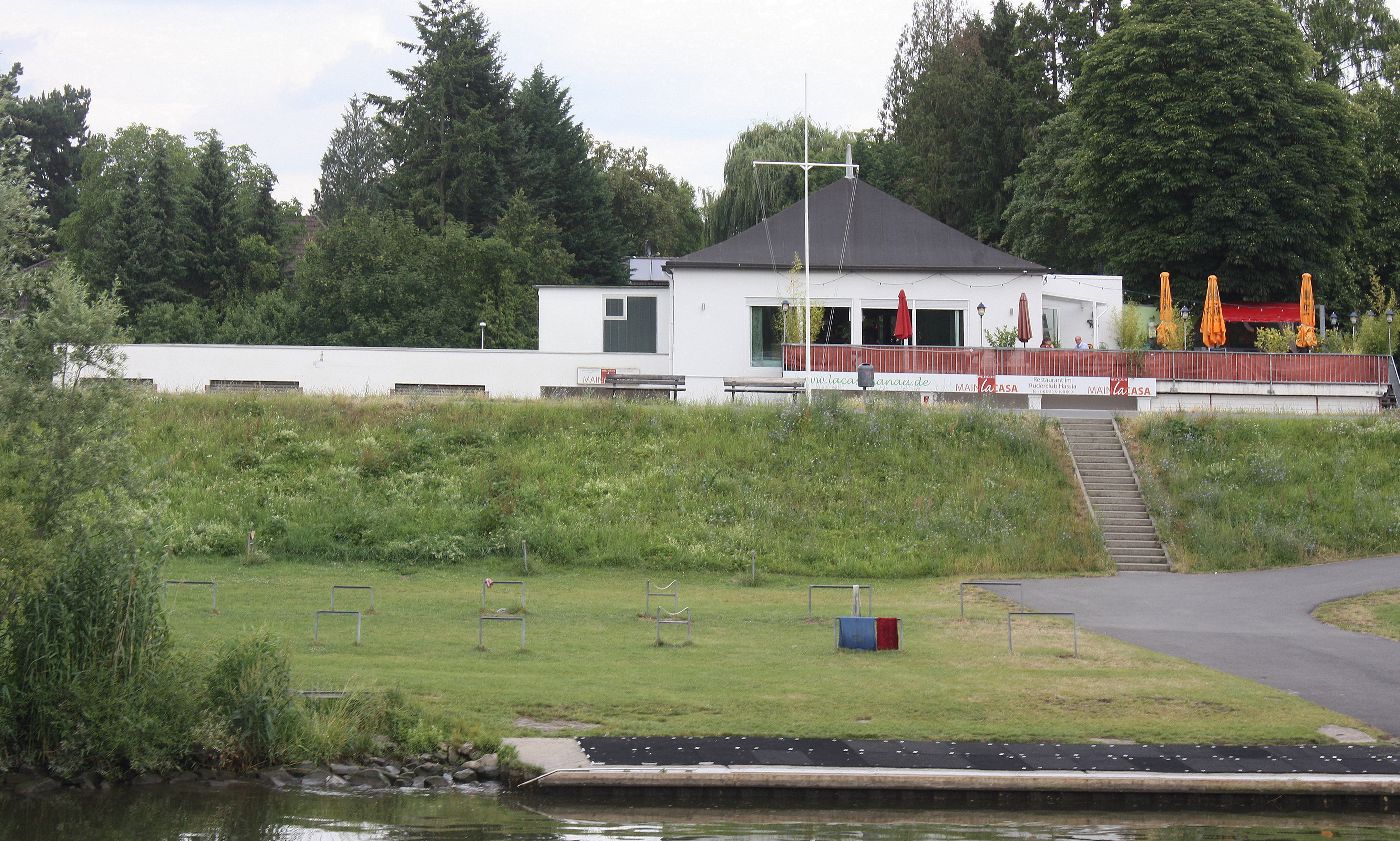
Bootshaus der Hassia, vom Main aus gesehen (Foto aus dem Jahr 2014)

Der Hanauer Ruderclub Hassia (HRCH) ist ein Sportverein aus Hanau.

## Geschichte und Lage
Der Hanauer Ruderclub wurde 1904 gegründet. Das erste Bootshaus stand von 1907 bis 1922 im heutigen Hafengelände. 1924 wurde das neue Bootshaus in der Ochsenwiese eingeweiht. Nach der Zerstörung im Zweiten Weltkrieg wurde der Neubau 1950 fertiggestellt.
Die Vereinsflagge ist weiß und durch ein rotes Kreuz in vier Dreiecke aufgeteilt, die schwarzen Buchstaben HRCH sind auf die vier Dreiecke verteilt.
Im gleichen Ruderrevier ist auch die Hanauer Rudergesellschaft 1879 aktiv, der dritte Hanauer Ruderverein Ruderclub Möve 1919 ist im Stadtteil Großauheim angesiedelt.

## Bekannte Ruderer
Bei den Olympischen Spielen 1968 wurden Rolf Hartung und Bernhard Hiesinger mit dem Steuermann Lutz Benter Sechste im Zweier mit Steuermann.
Lutz Benters Bruder Uwe Benter steuerte bei den Olympischen Spielen 1972 den Vierer mit Steuermann zu olympischem Gold.